# 野束川
野束川（のづかがわ）は、北海道岩内郡岩内町と共和町を流れる二級河川である。

## 流域
共和町老古美付近のニセコ連峰に源を発し、岩内町の日本海沿岸まで流れる。流域の多くが山地であり、流域面積47.4㎢のうち山地が37.2k㎡、平地が10.2k㎡となっている。

## 自然
野束川には多くのニジマスが生息しており、ニジマス釣りを行う人もいる。

## 支流
- 一の沢川